# Rafael Blanquer
Rafael Blanquer (España, 14 de octubre de 1945) es el primer español en superar los 8 metros en salto de longitud, en la que consiguió ser medallista de bronce europeo en pista cubierta en 1970.

## Carrera deportiva
En el Campeonato Europeo de Atletismo en Pista Cubierta de 1970 ganó la medalla de bronce en el salto de longitud, con un salto de 7.92 metros, siendo superado por el soviético Tõnu Lepik  (oro con 8.05 metros) y el alemán Klaus Beer (plata con 7.99 metros).